# Sint-Filippus en Jacobuskerk (Koewacht, Nederland)

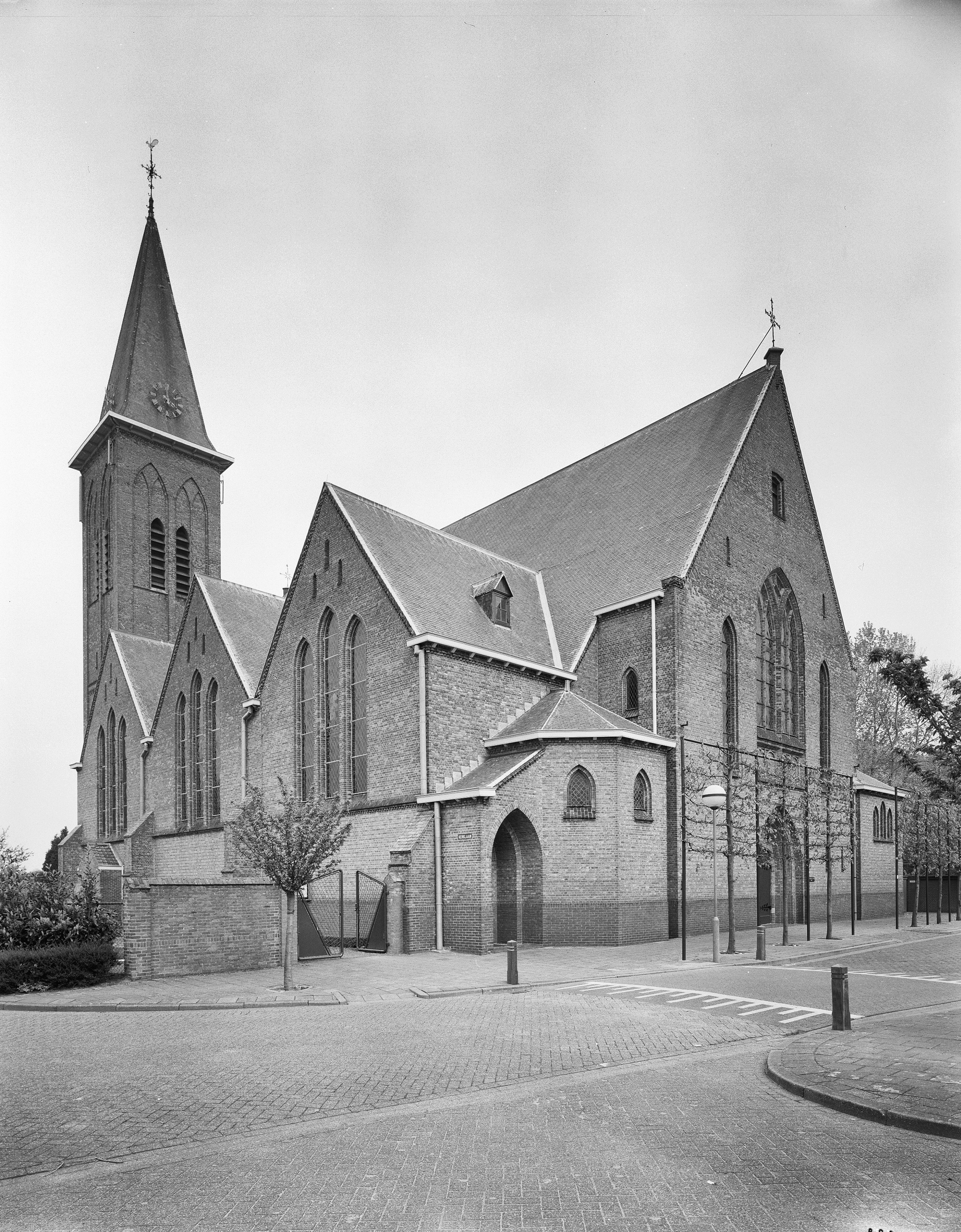
Sint-Filippus en Jacobuskerk

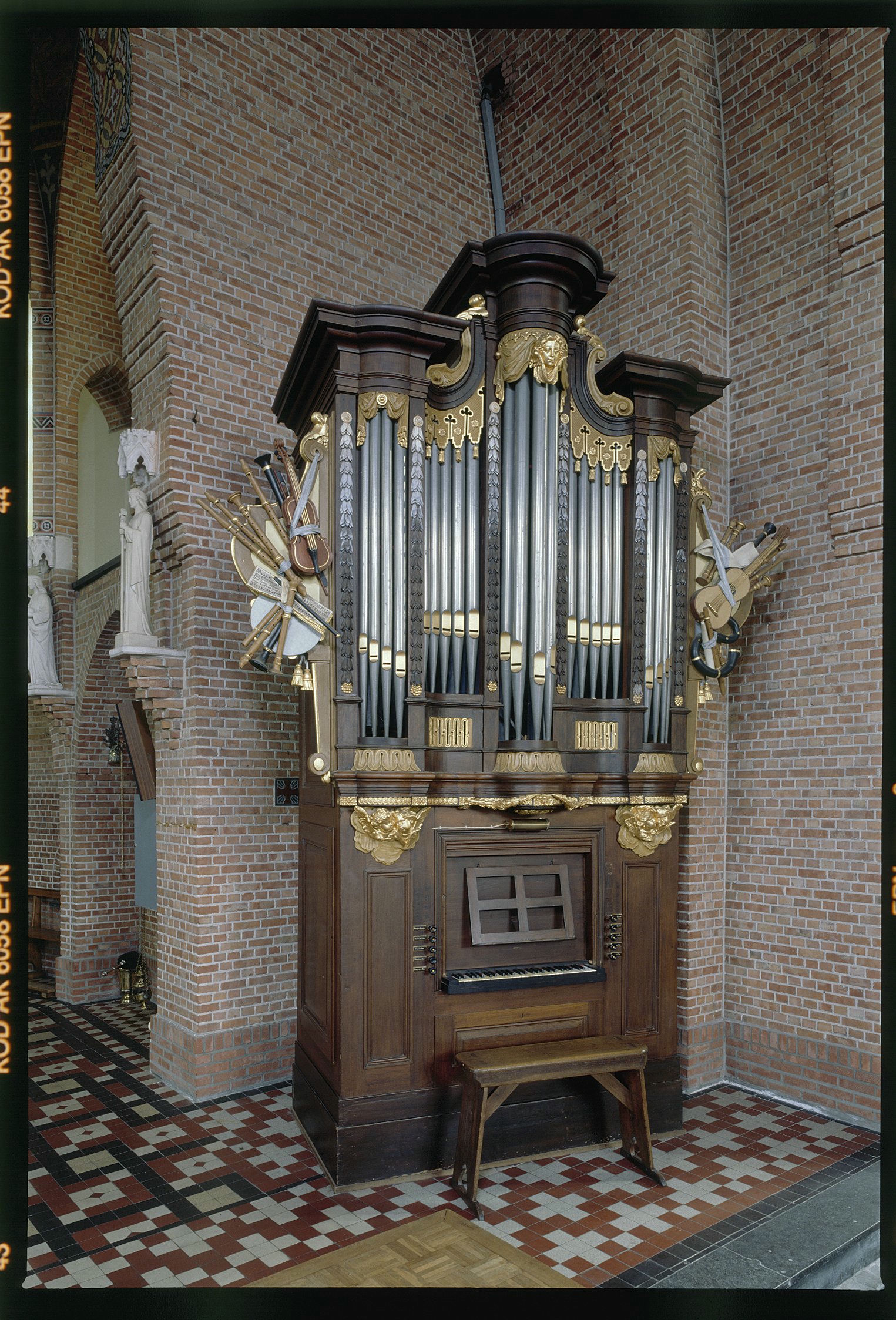
Orgel

De Sint-Filippus en Jacobuskerk (ook: Sint-Philippus en Jacobuskerk) is een parochiekerk in de tot de Nederlandse gemeente Terneuzen behorende plaats Koewacht, gelegen aan Kerkplein 2. Het kerkgebouw is door de gemeente aangewezen als gemeentelijk monument.

## Geschiedenis
De in het Nederlandse deel van Koewacht wonende gelovigen kerkten vanouds in de Sint-Filippus en Jacobuskerk in het Belgische deel van Koewacht.
De Duitse bezetter maakte hier tijdens de Eerste Wereldoorlog een einde aan door de grens te versperren met De Draad. Vanaf 1916 maakten de Nederlanders daarom gebruik van een houten noodkerk, en in 1922 kwam op Nederlands grondgebied een stenen kerk gereed, ontworpen door Wolter te Riele.
Het betreft een bakstenen kerkgebouw onder zadeldak, met een verlaagd, driezijdig afgesloten koor en een naast het koor gebouwd ongelede toren met spits. De kerk is gebouwd in traditionalistische stijl.
Het orgel is gebouwd door Cornelis Rogier voor de Sint-Jozefkerk te Bergen op Zoom en werd in 1930 in Koewacht geplaatst. De orgelkast en een deel van de pijpen zijn vermoedelijk eind-18e-eeuws.